# Baligere, Sagar
Baligere là một làng thuộc tehsil Sagar, huyện Shimoga, bang Karnataka, Ấn Độ.